# Modehund

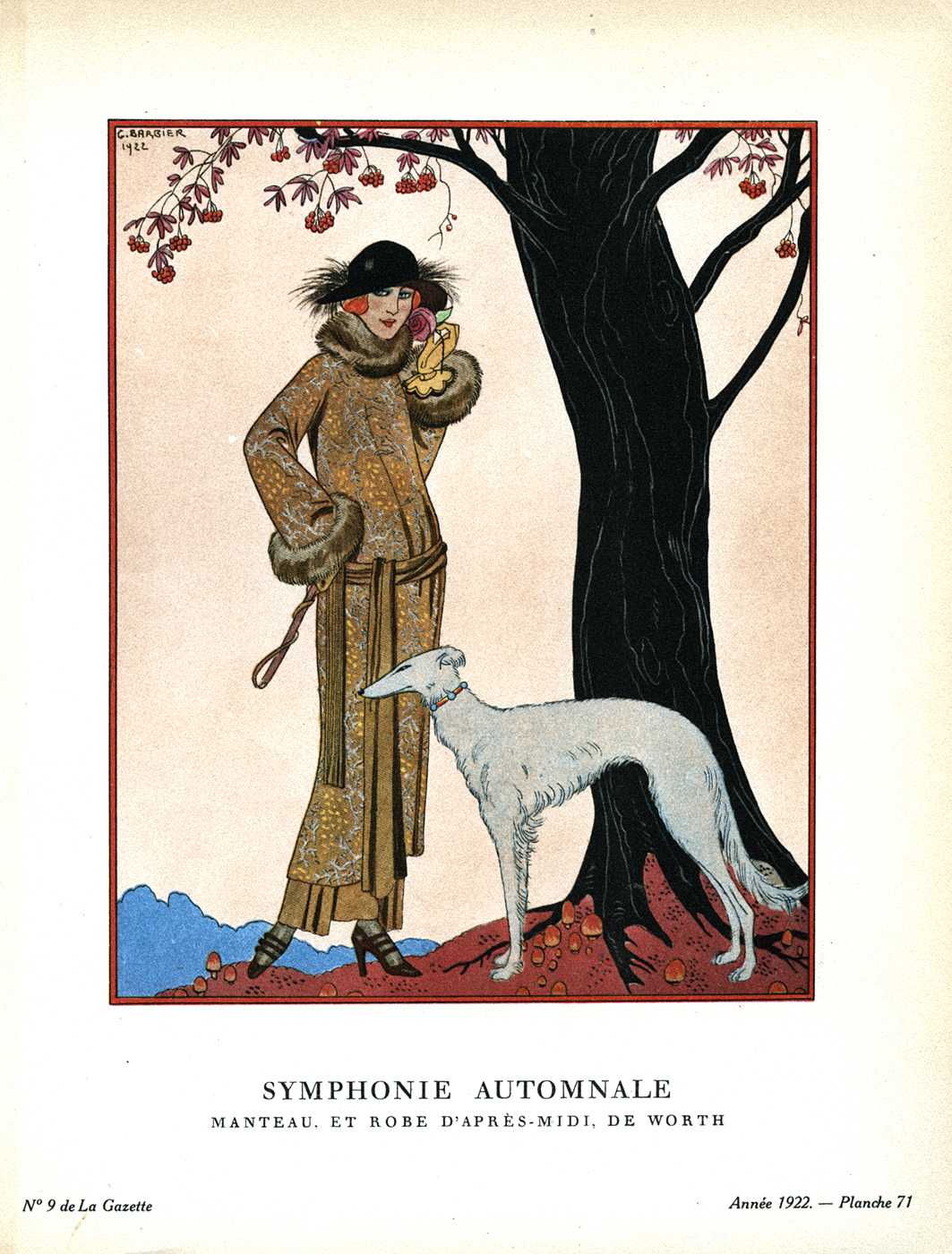
Der Barsoi war in den 1920er Jahren ein Modehund.

Als Modehund werden Hunderassen und Hybridhunde bezeichnet, die aufgrund einer Modeströmung vorübergehend häufiger gehalten werden, als dies im langjährigen Durchschnitt für solche Hunde der Fall ist. Im Gegensatz dazu werden Hunderassen wie etwa Labrador Retriever oder Deutscher Schäferhund, die über längere Zeit häufig gehalten werden, im Allgemeinen nicht als Modehunde bezeichnet. Eine Definition für die Bezeichnung einer Rasse oder eines Rassehybriden als Modehund liegt nicht vor, der Begriff wird aber trotzdem häufig verwendet, um das Phänomen zu beschreiben.

## Herkunft des Begriffs
Bereits im Spätmittelalter wurden an den Höfen des Adels Luxushunde gehalten. Zur Mode wurde die Haltung bestimmter Hunderassen aber erst mit dem Aufstieg des Bürgertums, und im 19. Jahrhundert war es üblich, bestimmte, häufig gehaltene Typen oder Rassen von Hunden als „Modehunde“ zu bezeichnen. In den älteren Verwendungen des Begriffs fehlen Hinweise auf die Ursache des Phänomens, eine Hunderasse wurde ebenso zum „Modehund“ wie bestimmte Kleidungsstücke oder Haartrachten „in Mode“ kamen. So veröffentlichte Die Presse in Wien 1858 im Feuilleton einen Text, in dem über die Wandlung der bevorzugten Hundenamen in der Gesellschaft spekuliert wurde. Dem Autor zufolge waren zunächst Hundenamen in Anlehnung an die griechische und römische Antike üblich, gefolgt von italienischen, französischen und englischen Namen. Dem entsprachen auch die bevorzugten Hunderassen, (…) zuerst die italienischen Bologneser, dann die französischen schnoselnden Möpse, und jetzt regieren die Engländer. Alle Modehunde sind jetzt Engländer, wie die Pintsche, die Bulldogs, die King Charles, die Blenheims, die Rattenfänger, die Windhunde (irish greyhounds), die terriers und zur Hasenjagd die hunders.
1878 erschien im Feuilleton der Wiener Abendpost eine Beschreibung unterschiedlicher Hundetypen des alten Ägypten. In Bezug auf Darstellungen eines häufig abgebildeten aber ungewöhnlichen und mit keiner aktuellen Hunderasse vergleichbaren Hundes schrieb der Verfasser: Er war der Modehund unter den Osorkasen und den Amenemhe (…). Im gleichen fachlichen Zusammenhang beschrieb Joachim Boessneck 1953 die Unterschiede der Hunde des Alten und Neuen Reichs: Der Modehund des AR war ein stehohriger, ringelschwänziger Windhund (…) und Der Modehund des NR war ein schlanker, aber kräftiger Jagdhund mit kleinem Behang und mittellang behaarter Rute.
Das 20. Jahrhundert erlebte eine Vielzahl von Hunderassen, die vorübergehend und in einigen Fällen wiederholt zu Modehunden wurden. So war der Barsoi ein Modehund der 1920er Jahre, der Afghane war in den 1970er Jahren populär, und Dackel erlebten wiederholt Phasen besonderer Beliebtheit.
Das Nachrichtenmagazin Der Spiegel zitierte 1972 in einer kritischen Darstellung der Berichterstattung von „Springer- und Strauß-Journalisten“ die Tageszeitung Die Welt mit ihrem „Steckbrief“ des politischen Gegners: „Ganz überwiegend handelt es sich um Intellektuelle“; besondere Merkmale: „Blue jeans … große Amulette … langhaariger Modehund … weißer Alfa“. Bis in die jüngste Zeit werden Hunde, die besonders häufig gehalten werden, ohne Erörterung der Gründe für die häufige Haltung, als Modehunde bezeichnet. Der Duden erklärt den Begriff mit Hund, dessen Rasse gerade in Mode ist.

## Modehunde als soziologisches Phänomen

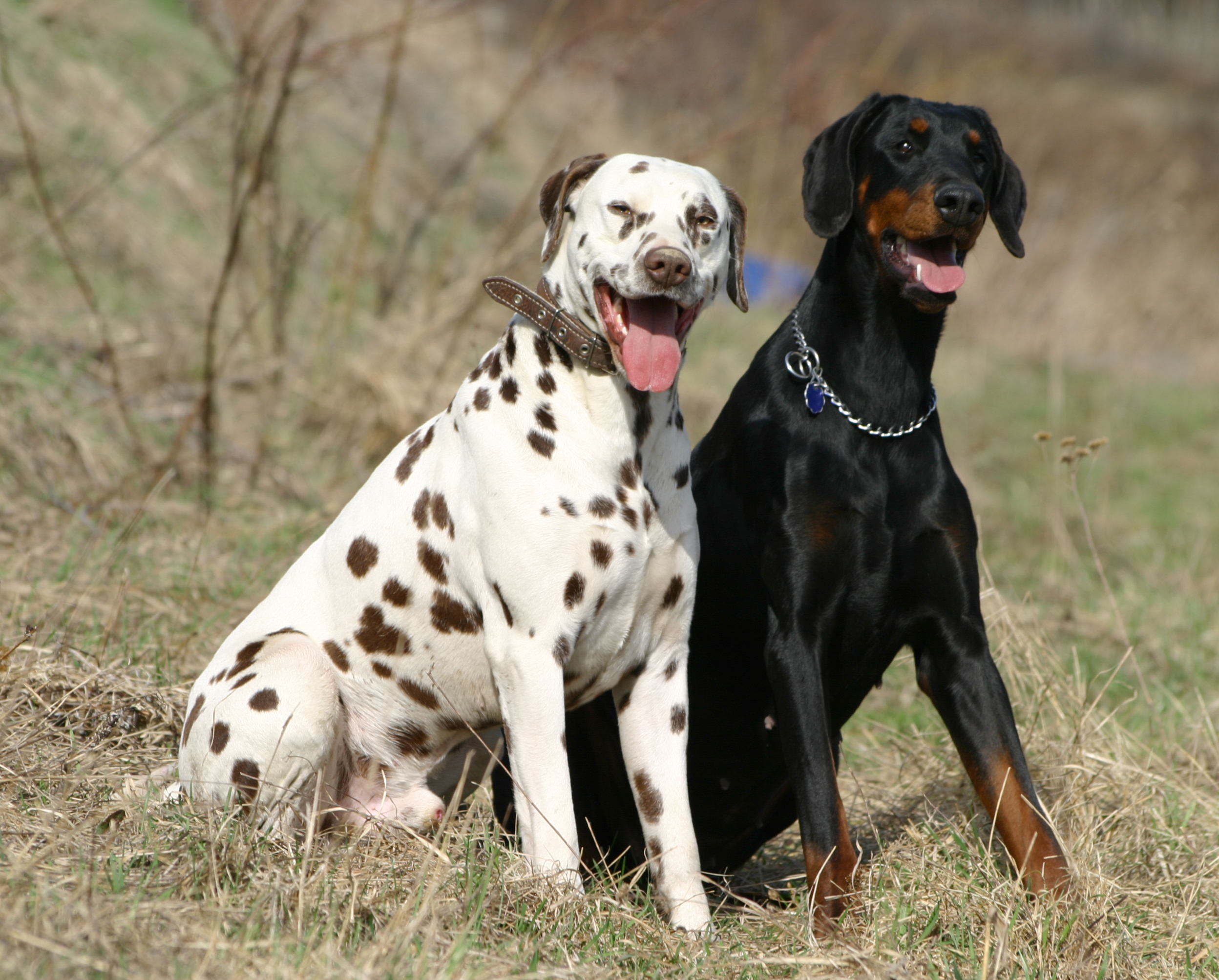
Dalmatiner und Dobermann, in den USA waren beide Modehunde

In mehreren zwischen 2004 und 2006 veröffentlichten Studien wurden die Welpenregistrierungen des American Kennel Club von 1946 bis 2003 untersucht. In diesem Zeitraum waren mehr als 48 Millionen Hunde von 150 Rassen registriert worden, die Verteilung der Gesamtpopulation auf die verschiedenen Hunderassen entsprach einer Potenzfunktion, mit der großen Mehrheit der Hunde in nur wenigen Rassen, und vielen Rassen mit nur vergleichsweise wenigen Hunden. Im Rahmen einer dieser Studien konnten für die neun Hunderassen Afghanischer Windhund, Chow Chow, Dalmatiner, Dobermann, Deutsche Dogge, Irish Red Setter, Old English Sheepdog, Rottweiler und Bernhardiner charakteristische Anstiege in der Häufigkeit der Anmeldungen gefolgt von ebenso deutlichen Reduzierungen bis auf das frühere Niveau nachgewiesen werden. Dabei fand jeweils über 10 bis 18 Jahre ein Anstieg der jährlichen Registrierungen auf das 15- bis 100-fache statt, gefolgt von einem Rückgang der Registrierungen über 10 bis 16 Jahre, teilweise bis unter das Ausgangsniveau. Diesen vergleichsweise dramatischen Bewegungen steht eine über Jahrzehnte beobachtete kontinuierliche Zunahme der Registrierungen von Labrador Retrievern und Golden Retrievern gegenüber. Der Pudel erlebte hingegen in den 1960er Jahren einen starken Anstieg der Beliebtheit und seit 1970 einen beständigen Rückgang der Registrierungen.
Die Autoren der Studie vergleichen die Beliebtheit bestimmter Hunderassen mit anderen Modeerscheinungen im Bereich populärer Musik oder Kleidermoden, oder mit der Popularität von Vornamen. Als Erklärungsversuche für das Aufkommen und Verschwinden von Modehunden bieten sie eine Reihe von Theorien aus verschiedenen Bereichen an, so die Informationskaskade aus den Wirtschaftswissenschaften, Meme und einige weitere, ohne jedoch eine Festlegung zu treffen.
In neuerer Zeit wird mit dem Begriff „Modehund“ vermehrt das Phänomen beschrieben, dass einzelne Hunderassen durch ihre Darstellung in den Massenmedien zum Modehund werden, wie zum Beispiel in Filmen und der Werbung oder durch die Vorbildfunktion von Prominenten, die sich einen Hund einer bestimmten Rasse anschaffen und dies öffentlich machen.
Beispiele für die Darstellung von Hunden in den Massenmedien, die auf die Wahrnehmung einzelner Hunderassen Auswirkungen hatten, sind in erster Linie Spielfilme und Fernsehserien. Der Deutsche Schäferhund Rin Tin Tin war ein Filmstar der 1920er Jahre. Auf ihn folgte die Reihe der Lassie-Filme ab 1943 mit der nachfolgenden Popularität der Langhaarcollies, der Film 101 Dalmatiner von 1961 und eine Reihe von Dalmatiner-Filmen in den 1990er Jahren, und die Beethoven-Filme mit einem Bernhardiner. Möglicherweise wurden auch West Highland White Terrier und Labrador Retriever, die für verschiedene Hundefuttermarken des Herstellers Effem (Cesar, Chappi) werben, durch ihre Darstellung in der Werbung zu Modehunden.
Von Rassezuchtvereinen wurde für Deutsche Schäferhunde nach der Ausstrahlung der Fernsehserie Kommissar Rex eine Steigerung der Nachfrage um 10 % angegeben, bei Bernhardinern waren es nach den Beethoven-Filmen 40 %. Allerdings wird dem Deutschen Schäferhund bescheinigt, dass er zwar immer beliebt, aber niemals ein Modehund war. Der oft behauptete Kausalzusammenhang zwischen der Medienpräsenz und der gestiegenen Popularität von Modehunden wird von der Forschung nicht bestätigt. Die vorübergehend stark gestiegene Popularität von Dalmatinern nach den entsprechenden Filmen war insofern eine Ausnahme, hunderte andere Darstellungen in Film und Fernsehen hatten geringe oder keine messbaren Auswirkungen.
Zu den Hunderassen, die durch prominente Halter eine besondere Popularität erlangt haben sollen, gehört der Dackel. Das Phänomen des Modehunds wird auf Kaiser Wilhelm II. und seinen Dackel Erdmann (1890–1901) zurückgeführt, dem Pablo Picasso, Andy Warhol, Heidi Klum und weitere prominente Dackelhalter folgten. In neuerer Zeit wurden Chihuahuas als Modehunde bezeichnet, im Zusammenhang mit Paris Hiltons Chihuahua Tinkerbell und der Portugiesische Wasserhund als Hund der Obamas.
Bekannte Halter von Hybridhunden sind Uma Thurman und Jake Gyllenhaal mit ihren Puggles, Kreuzungen aus Mops und Beagle, und Jessica Simpson mit einem Maltipoo (Malteser und Pudel). Als ein Grund für die in jüngster Zeit gestiegene Beliebtheit von Hybridhunden wird das Beispiel solcher Prominenter angeführt. Deren Handeln setzt in der Gesellschaft Trends, und ihre Nachahmung durch Andere ist eine Möglichkeit, in der Gesellschaft ebenfalls Anerkennung zu finden.

## Tierschutz
Der Begriff „Modehund“ wird oft von Tierschutzorganisationen als Schlagwort benutzt. Damit soll die Besorgnis darüber zum Ausdruck gebracht werden, dass bestimmte Hunderassen als Folge ihrer Präsenz in den Medien besondere Popularität erlangten, und die Hunderasse oder individuelle Hunde bereits Schaden genommen haben, oder dass dies für eine Hunderasse in der Zukunft befürchtet wird. Tatsächlich konnte bei einer statistischen Auswertung der Daten zahlreicher Hunderassen kein Hinweis darauf gefunden werden, dass das Verhalten, die Gesundheit oder die Langlebigkeit von Hunden einer Rasse ihre Popularität beeinflusst. Populären Hunderassen werden vielmehr Gesundheitsprobleme und mögliche Verhaltensauffälligkeiten bescheinigt, und häufige Probleme einzelner Hunderassen in Bezug auf Verhalten und genetische Gesundheit führen nicht zu einer geringeren Popularität. Einige Modehunde wie Mops, Französische Bulldogge und Englische Bulldogge gelten als Qualzuchten, bei denen durch falsche züchterische Auslese die Überbetonung erwünschter Merkmale wie kurzen Fängen und großen Köpfen, Gesundheitsstörungen wie Atemprobleme oder die Unfähigkeit zu natürlichen Geburten hervorgerufen wurde.
Da durch die Modeströmung eine erhöhte Nachfrage nach dem Modehund entsteht, steigt der Welpenpreis. Neben seriösen Züchtern unter der Aufsicht der Veterinärämter werden viele Halter des Modehundes und auch kommerzielle Züchter dazu motiviert, die Rasse zu züchten. Durch die kurzfristige Gewinnorientierung einer solchen Zucht wird die züchterische Sorgfalt oft verletzt, was dazu führen kann, dass sich Erbkrankheiten und Verhaltensprobleme in der modischen Rasse verbreiten können. Individuelle Hundewelpen von nicht anerkannten Züchtern oder aus Osteuropa, die zu deutlich niedrigeren Preisen als Rassehunde mit Herkunftsnachweisen angeboten werden, sind häufig schlecht sozialisiert, zu früh von der Mutter getrennt worden, nicht geimpft oder mangelhaft medizinisch versorgt.
Tierschutzorganisationen und Rassezuchtverbände machen zudem geltend, dass die Anschaffung eines Modehundes oft impulsiv erfolgt und dessen Eignung für die persönliche Lebenssituation des Käufers oder die besonderen Anforderungen von Hunden dieser Rasse nicht in angemessener Weise geprüft werden. Aus der unangemessenen Zurückdrängung von Grundbedürfnissen folgt oft eine Verhaltensauffälligkeit, so dass Modehunde vermehrt als Problemhunde wahrgenommen werden. Hunderassen, die ursprünglich als Arbeitshunde gezüchtet und zu Modehunden wurden, wobei die weitere Auslese nach äußerlichen Merkmalen und unter Vernachlässigung des Verhaltens erfolgte, zeigen häufig genetisch bedingte Verhaltensstörungen. Derartige Probleme und die Lebensdauer des Haushundes von mehr als zehn Jahren führen dazu, dass Modehunde in der Folge häufig in Tierheimen anzutreffen sind.